# Черниговский полк

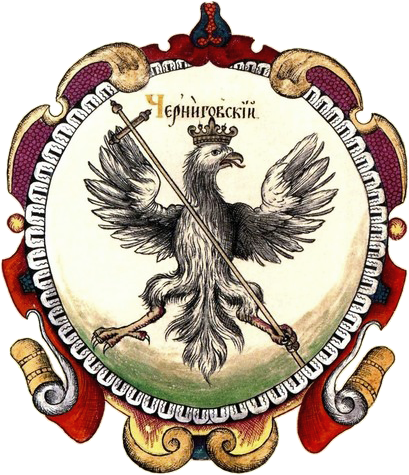
Герб Черниговский в «Царском титулярнике». 1672

Герб Черниговского полка. Современная прорисовка

Черниговский полк — территориально-военно-административная единица Войска Запорожского со столицей в Чернигове, созданная в 1648 году.
Как административная единица упразднена в 1781 году в рамках общего положения о губерниях Российской империи.

## История
Черниговский полк был основан весной 1648 года в ходе восстания Хмельницкого. Юридически территория и состав Черниговского полка были оформлены 16 октября 1649 года по Зборовскому реестру. В состав полка входили 997 казаков в 8 сотнях. По Зборовскому реестру в состав полка вошли территории упраздненных Борзнянского и Сосницкого полков. После Переяславской рады 1654 года значительное число сотен полка было переведено в Нежинский полк. С 1659 года в полку стали образовываться новые сотни и к 1672 году полк насчитывал 16 сотен. По ревизии 1764 года в полку было 9 838 выборных казаков, 19 810 помощников и 101 556 душ прочего населения в 18 сотнях. Полк был упразднен указом императрицы Екатерины II от 27 сентября 1781 года, а его территории вошли в состав Черниговского наместничества.

## Деление на сотни
- Березнянская
- Белоуская — административный центр Белоус
- Выбельская — административный центр Выбли
- Волынская
- Городнянская — административный центр Городня
- Киселёвская
- Любечская (Любецкая) — административный центр м. Любеч
- Менская
- полковая Черниговская
- Понорницкая — административный центр Понорница
- Роиская — административный центр Роище
- Седневская — административный центр Седнев
- Синявская
- Слабинская
- Сосницкая
- Стольненская

## Полковники
Полковники Черниговского полка:
1. Небаба, Мартын (1649—1651).
2. Пободайло, Степан Данилович — наказной полковник в 1649.
3. Шохов, Иван — наказной полковник в 1649.
4. Забела, Пётр — наказной полковник в 1649.
5. Окша, Степан — наказной полковник в 1651.
6. Шохов, Иван — наказной полковник в 1651.
7. Толмач, Иван — наказной полковник в 1651.
8. Гладкий, Матвей Иванович — наказной полковник в 1651.
9. Зеньковский, Иван Николаевич — наказной полковник в 1652.
10. Пободайло, Степан Данилович (1651—1654).
11. Никифорович, Дорох — наказной полковник в 1654.
12. Выбельский, Иван Авраамович (1654—1657).
13. Веремиенко, Афанасий — наказной полковник в 1654.
14. Силич, Аникей — 1657—1663.
15. Коханенко, Станислав — наказной полковник в 1659.
16. Немирич, Юрий — наказной полковник в 1659.
17. Выбельский, Иван Авраамович — наказной полковник в 1661.
18. Николаенко, Трофим — 1663—1664.
19. Краснобанташ, Тихон Гаврилович — 1665—1666.
20. Многогрешный, Демьян Игнатьевич[1][2] — 1665—1668.
21. Самойлович, Иван Самойлович — наказной полковник в 1665, полковник в 1668—1669.
22. Лысенко, Иван Яковлевич (1669—1671).
23. Коханенко, Станислав — наказной полковник в 1662.
24. Свонтицкий, Фёдор — наказной полковник в 1669.
25. Стриевский, Константин — наказной полковник в 1669.
26. Пригара, Иван — наказной полковник в 1670.
27. Болдаковский, Василий Семёнович — наказной полковник в 1671.
28. Многогрешный, Василий Игнатьевич — 1671—1672.
29. Полуботок, Леонтий Артемьевич — наказной полковник в 1671—1673.
30. Дунин-Борковский, Василий Касперович — 1672—1685.
31. Коханенко, Станислав — наказной полковник в 1675.
32. Самойлович, Григорий Иванович — 1685—1687.
33. Лизогуб, Яков Кондратьевич — 1687—1698.
34. Донец, Дмитрий — наказной полковник в 1689.
35. Грембецкий, Николай — наказной полковник в 1696, 1697 и 1698.
36. Лизогуб, Ефим Яковлевич — 1698—1705.
37. Затиркевич, Юрий — наказной полковник в 1704.
38. Власович, Иван — наказной полковник в 1705.
39. Полуботок, Павел Леонтьевич (1705—1723).
40. Грембецкий, Николай — наказной полковник в 1712—1713.
41. Милорадович, Михаил Ильич — 1712.
42. Томара, Василий Иванович — наказной полковник в 1715, 1716, 1721 и 1723.
43. Силич, Иван Степанович — наказной полковник в 1723.
44. Богданов, Михаил Семёнович — 1723—1735.
45. Бакуринский, Яков — наказной полковник в 1728.
46. Измайлов, Владимир Васильевич — 1736—1748.
47. Линевич, Карп Петрович — наказной полковник 1733.
48. Гавизов, Григорий — наказной полковник 1743.
49. Божич, Иван Пантелеймонович — 1748—1762.
50. Милорадович, Пётр Степанович — 1762—1782.